# Toyota Porte
La Toyota Porte (qui se prononcera plutôt "polté" en japonais) est une voiture produite du constructeur automobile japonais Toyota lancée en juillet 2004.

## Première génération
Il s'agit d'un modèle réservé au marché japonais, qui a la particularité de disposer d'une grande porte latérale coulissante. Celle-ci est installée côté passager, donc du côté gauche au Japon. La Toyota Porte a ainsi pris un peu d'avance sur la Peugeot 1007. La Peugeot dispose, elle, de portes latérales coulissantes de chaque côté... mais n'a été commercialisée qu'à partir d'avril 2005 en Europe, soit neuf mois après sa "rivale" de Toyota au Japon.
La Porte est produite par Daihatsu sur le site d'Otokuni dans la préfecture de Kyoto.

## Carrière
La Porte première génération s'est contentée d'une carrière d'estime au Japon, sans pour autant faire un flop. 35 000 clients l'ont choisie dès 2004, sur seulement une moitié d'année de ventes. Sur sa première année pleine, 2005, elle se contente de 45 000 ventes, ce qui lui assure une modeste 33e place au classement général des ventes ; ce sera son meilleur score.
Les ventes déclinent ensuite doucement : 40 000 unités en 2006, 37 000 en 2007, 33 000 en 2008, et 25 000 en 2009 ; elle se classe alors 43e. Amorçant sa fin de carrière, la Porte voit ses ventes plonger de 24 % en 2010 pour descendre à 18 600 ventes, la rétrogradant à la 62e place du marché japonais.

## Deuxième génération
Une deuxième génération de la Toyota Porte est sortie au Japon en juillet 2012 conservant le principe de sa devancière d'une grande porte coulissante côté passager, mais proposant désormais deux portes (à ouverture classique) côté conducteur et non plus une seule.
Cette deuxième génération Toyota Porte a une jumelle à la présentation légèrement différente appelée Spade.
La Porte 2012 repose sur la plate-forme de la première génération. Elle se dispense en revanche du petit 1,3 litre et a troqué sa boîte automatique à 4 rapports pour un variateur (CVT), type de transmission très répandue au Japon.